# Жавжаров Андрій Андрійович
Жавжаров Андрій Андрійович (8 квітня 1896 року — 1958 року) — український фізико-географ, кандидат географічних наук, доцент Київського університету.

## Біографія
Народився 8 квітня 1896 року в селі Райнівка, тепер Приазовського району Запорізької області. Закінчив 1927 року Дніпропетровський інститут народної освіти зі спеціальності «викладач біології», у 1933 році аспірантуру науково-дослідного інституту географії і картографії в Харкові. У 1927–1928 роках працював викладачем у Дніпропетровську, з 1928 викладачем ботаніки і хімії в сільськогосподарській професійній школі і технікумі в селі Солоне Дніпропетровської області. У 1930 році направлений на наукову роботу до Харкова в НДІ географії і картографії. У 1931–1934 роках працював в Центральному Тянь-Шані та на Середньому Алтаї. У 1933–1937 роках науковий співробітник науково-дослідного інституту географії в Харкові та Києві. У 1937–1941 доцент, завідувач кафедри географії Київського державного педагогічного інституту імені М. О. Горького. У 1941–1942 році працював геоморфологом в управлінні Кузбасвуглерозвідки міста Томська (Росія). Учасник оборони Сталінграда у 1942 році. У 1942–1944 роках завідувач кафедри кліматології та картографії евакуйованого Одеського університету в Туркменській РСР. У 1946 році присуджено вчене звання кандидата географічних наук. У 1944–1954 роках завідувач кафедри географії в КДПІ імені М. О. Горького. У зв'язку зі злиттям природничого факультету інституту з Київським університетом переведений у 1956 році на посаду доцента кафедри фізичної географії. У 1956–1957 працював виконувачем обов'язків завідувача кафедри.

## Нагороди і відзнаки
Нагороджений медаллю «За трудову доблесть» у 1945 році. Відмінник народної освіти з 1947 року.

## Наукові праці
Автор понад 20 наукових праць, 1 навчальний посібник. Основні праці:
1. Ріки та озера: Навчальний посібник. — К., 1932, 1952.
2. Тепло і холод на землі. — Х., 1933.
3. (рос.) К геоморфологии долин Каинды, Ат-Джейляу и Кан-Джейляу.
4. (рос.) Ледник в долине Северный Иныльчек.